# Discinella menziesii
Discinella menziesii är en svampart som först beskrevs av Jean Louis Emile Boudier, och fick sitt nu gällande namn av Boud. ex A.L. Sm. & Ramsb. 1914. Discinella menziesii ingår i släktet Discinella och familjen Helotiaceae.   Inga underarter finns listade i Catalogue of Life.